# Intolerancia ortostática
La intolerancia ortostática (OI) es una subcategoría de la disautonomía, que consiste en una disfunción del sistema nervioso autónomo mientras un individuo está de pie.
La intolerancia ortostática también puede definirse como el desarrollo de síntomas estando en pie que se alivian al tumbarse o sentarse. Esta disfunción afecta a más mujeres que hombres, en un ratio de 4 a 1, y normalmente se da en mujeres jóvenes, menores de 35 años.
La intolerancia ortostática ocurre porque estar de pie es un proceso que tensiona el organismo humano, ya que requiere de compensaciones circulatorias y neurológicas rápidas y efectivas para poder mantener la presión sanguínea, el flujo de sangre cerebral y la conciencia.

## Diagnóstico
La intolerancia ortostática es difícil de diagnosticar.  Como resultado, muchas personas afectadas por esta disfunción no son diagnosticadas o si lo son el diagnóstico no es adecuado. Una de las pruebas que se utiliza para su diagnóstico es la prueba de la mesa inclinada o test de Tilt, medidas del funcionamiento autónomo o la integridad vascular (véase el artículo del doctor Julian Stewart's, "Orthostatic Intolerance: An Overview" para una descripción detallada sobre los test utilizados para diagnosticar esta afección).